# Clairette de Die
La clairette de Die est un vin effervescent d'appellation d'origine contrôlée du vignoble de la vallée du Rhône et plus exactement de la vallée de la Drôme.

## Histoire

### De l'Antiquité au Moyen Âge
L'origine de ce vignoble remonte à l'Antiquité. La cité de Dea Augusta Vocontiorum (Die) fut l’une des plus importantes de la Gaule narbonnaise. Pline l'Ancien cite élogieusement le vin des Voconces. Il en distingue deux : l’aigleucos, dont on arrêtait la fermentation en plongeant les dolia dans l’eau froide jusqu’à l’hiver, et le vinum dulce.
Le naturaliste précise les moyens « naturels » utilisés pour obtenir ce vin liquoreux : torsion du pédoncule de la grappe, fente du sarment, séchage du raisin sur des tuiles plates. Ce passerillage augmentait la teneur en sucre et permettait d’avoir un degré alcoolique élevé, qui empêchait la transformation de la totalité du sucre en alcool. Il cite deux cépages bien adaptés à ce traitement : helvennaca et diachytos.
L’archéologie a confirmé le texte de Pline avec les découvertes :
- d'une villa viticole (Ier siècle) à Pontaix,
- d'une épitaphe bachique dédiée à Publicus Calistus (IIe siècle),
- d'un sarcophage des Amours vendangeurs (IIIe siècle).

L’histoire a même retenu le sacrifice taurobolique en l’honneur de Liber Pater (Bacchus) et de l’empereur Philippe célébré le 2 des Calendes d’octobre (30 septembre 245), à Die, par les prêtres de Valence, d’Orange, d’Alba et de Die.

### Période moderne

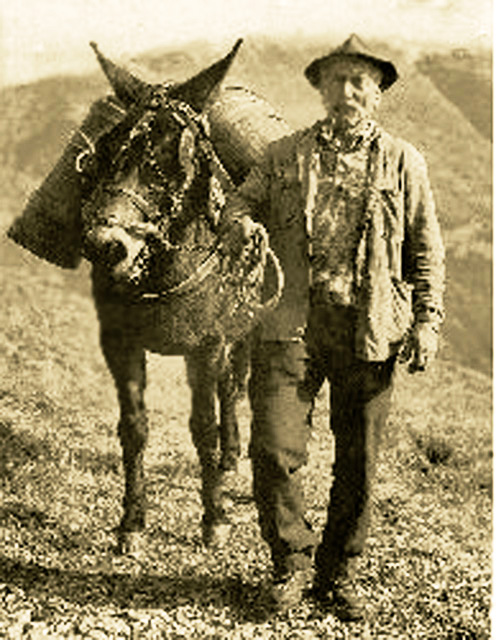
Transport du vin du Diois par mulet et en tonnelet au début du XXe siècle

On sait qu’aux alentours de 1700, le vignoble était planté en clairette et muscat. Les vignerons, d’après un manuscrit conservé au musée de Die, faisaient déjà prendre la mousse à leurs vins. Ils utilisaient « l’ancienne méthode » ou « méthode rurale » (nombreux transvasements sur lie avant l’hiver). Un vigneron de Saillans note que ce « procédé est fort long, très minutieux et coûteux ».
Le marché d’abord local (Grenoble, Lyon, les Alpes) se développe en 1885 avec l’inauguration de la voie ferrée reliant Die à la Ligne de Paris-Lyon à Marseille-Saint-Charles, puis pris son essor en 1925 avec l’adoption de la bouteille champenoise.

### Période contemporaine
L'appellation a été reconnue par un décret du 30 décembre 1942.
Le 7 septembre 2016, un nouveau cahier des charges autorise la production de clairette de Die rosée ; l'opposition des producteurs de cerdon (un mousseux rouge/rosé de l'appellation bugey) entraîne l'interpellation du ministre de l'Agriculture Stéphane Le Foll, puis une altercation au Sénat en décembre 2016 entre Patrick Chaize (sénateur LR de l'Ain) et Didier Guillaume (sénateur PS de la Drôme), chacun défendant ses viticulteurs. Finalement, la clairette de Die reste limitée au blanc. Le cahier des charges de l’appellation a été modifié en février puis en décembre 2024.

## Situation géographique
Ce terroir viticole est situé dans le Sud-Est de la France dans les Alpes du Sud, il se trouve au pied du massif du Vercors et au bord de la rivière de la Drôme. Le vignoble se trouve à environ une heure (60 km) au sud-est de Valence, préfecture du département.

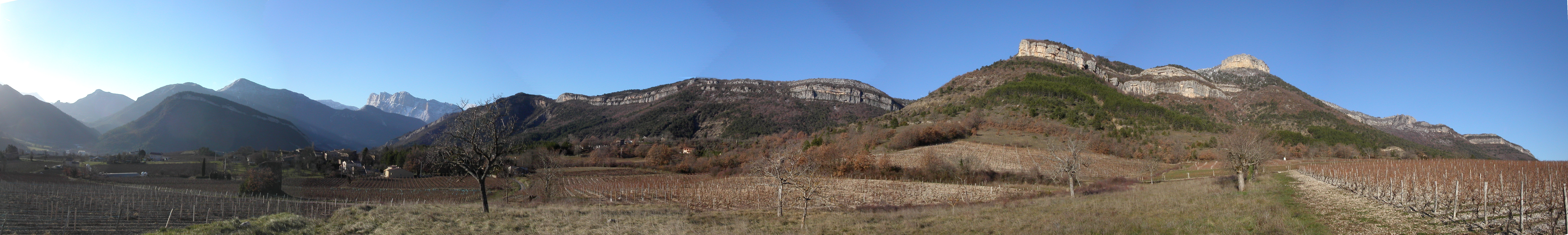
Le vignoble à Vercheny.

### Orographie
La vallée est dominée par la montagne de Glandasse à 2 041 mètres, barrière rocheuse massive et raide composant l'extrémité méridionale du Vercors.

### Géologie
Le sol argilo-crayeux a la particularité de conserver suffisamment les eaux de pluie pour maintenir un approvisionnement hydrique constant de la vigne au cours des étés longs et secs.

### Climatologie
Le Diois se situe à la frontière des Alpes et de la Provence, ce qui lui donne une grande diversité biologique. Le col du Rousset (altitude 1 367 mètres) porte d'entrée nord du Diois en venant du Vercors est considéré comme la frontière géographique et climatique entre Alpes du Nord et Alpes du Sud.
L'été est sec, les journées chaudes mais les nuits toujours fraîches. Sans parler des sommets enneigés tout l'hiver jusqu'au printemps (contreforts du Vercors : Montagne du Glandasse, Réserve Naturelle des Hauts-Plateaux), dans le reste de la vallée l'hiver est froid et souvent neigeux, en particulier du côté du col de la Croix-Haute. L'été les températures peuvent monter jusqu'à 40 degrés et l'hiver descendre à -15 degrés.

## Vignoble

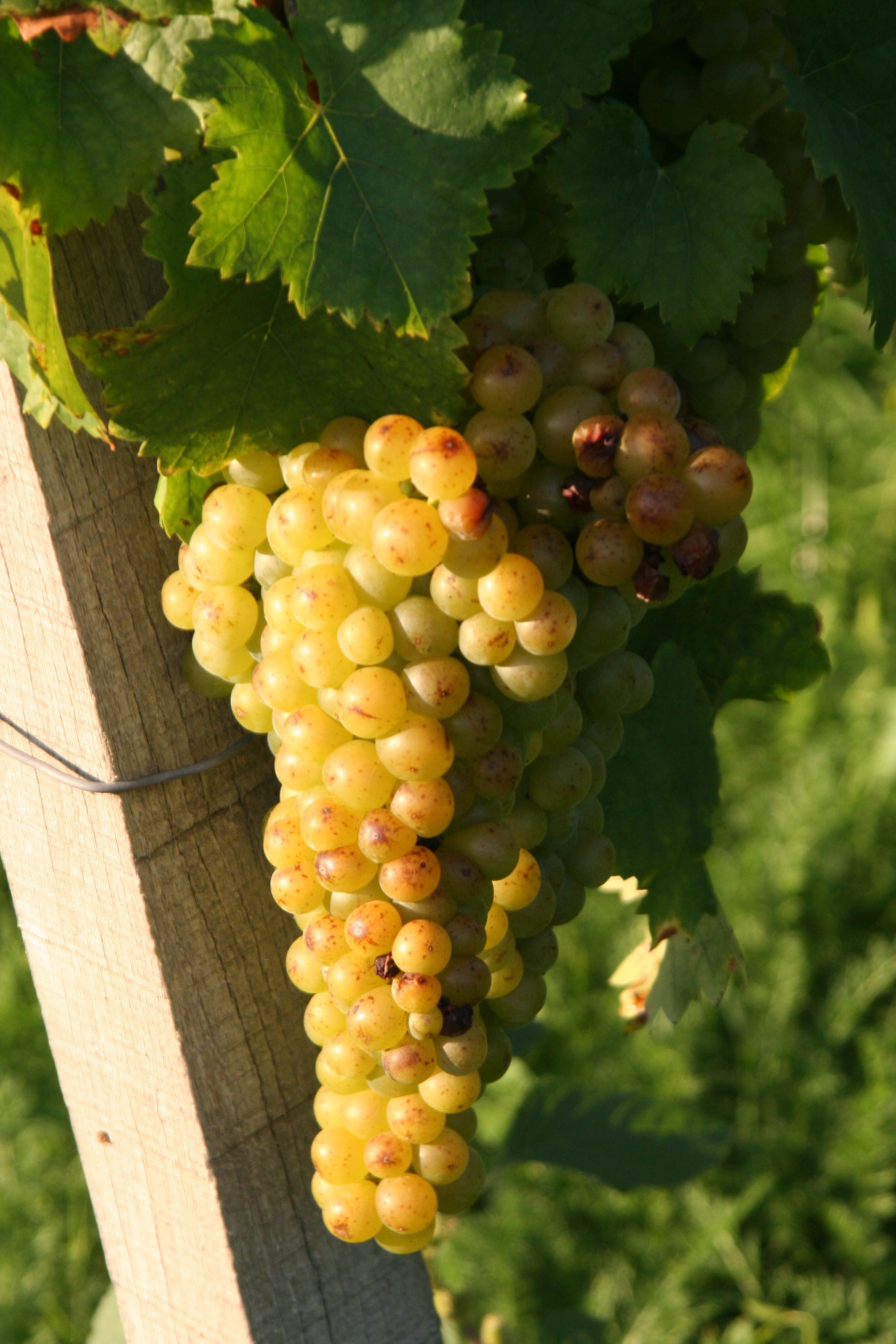
Le muscat blanc à petits grains.

### Présentation
Les communes faisant partie de l’appellation sont au nombre de 31, toutes situées dans le département de la Drôme :Solaure-en-Diois (fusion d'Aix-en-Diois et Molières-Glandaz), Aouste-sur-Sye, Aubenasson, Aurel, Barsac, Barnave, Beaufort-sur-Gervanne, Châtillon-en-Diois, Die, Espenel, Laval-d'Aix, Luc-en-Diois, Menglon, Mirabel-et-Blacons, Montclar-sur-Gervanne, Montlaur-en-Diois, Montmaur-en-Diois, Piégros-la-Clastre, Ponet-et-Saint-Auban, Pontaix, Poyols, Recoubeau-Jansac, Saillans, Saint-Benoit-en-Diois, Saint-Roman, Saint-Sauveur-en-Diois, Sainte-Croix, Suze-sur-Crest, Vercheny et Véronne.

### Encépagement
Les vins susceptibles de bénéficier de la mention méthode ancestrale sont issus principalement du muscat blanc à petits grains B et accessoirement de la clairette B.
Les vins élaborés par seconde fermentation en bouteille sont issus du seul cépage clairette B.

### Méthodes culturales et vinification

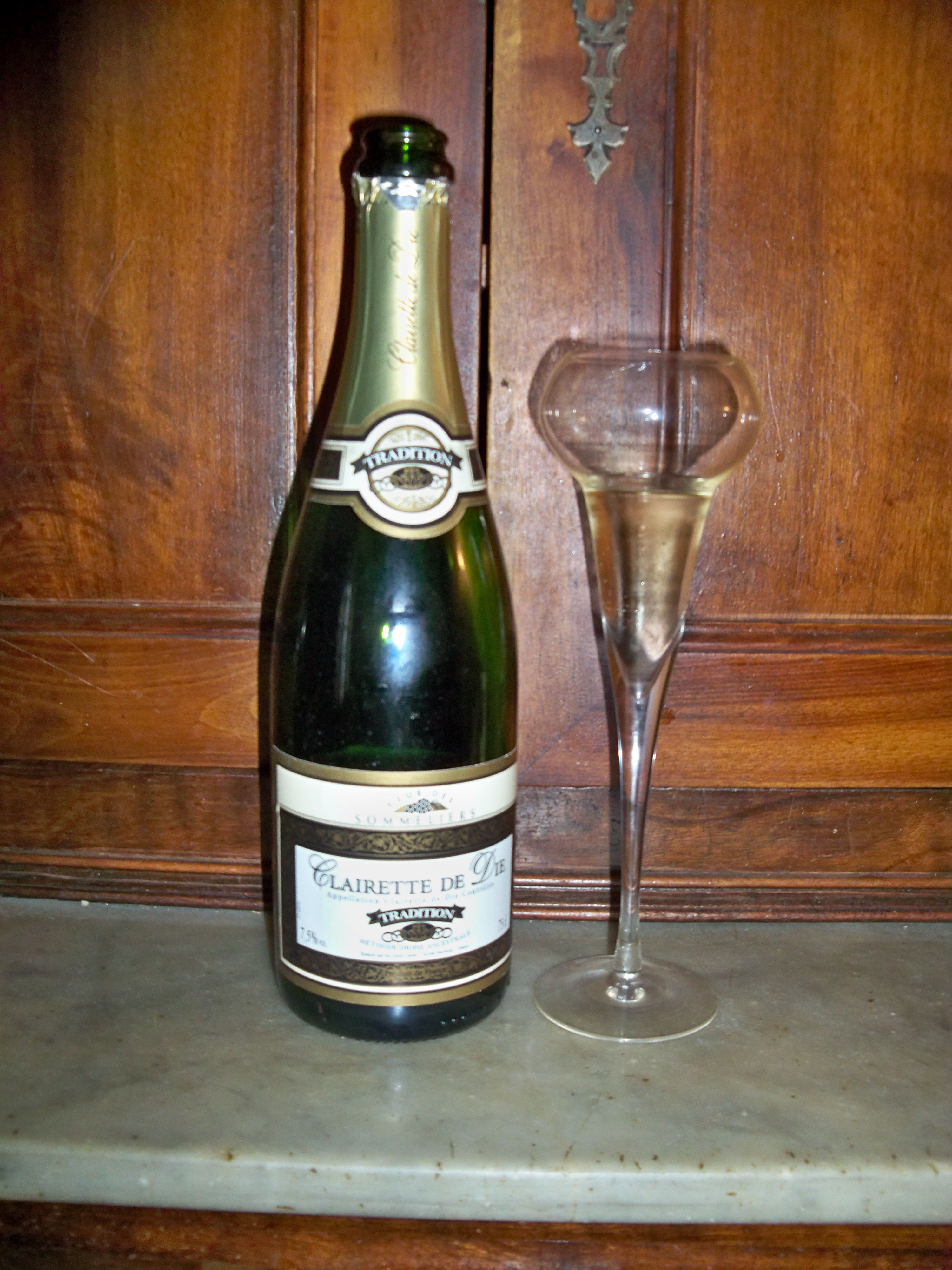
Clairette de Die tradition.

#### La prise de mousse
La méthode ancestrale est unique ; le vin fermente et devient naturellement pétillant en bouteille, sans aucune adjonction. La première fermentation en cuve est régulée par le froid (0 °C) et arrêtée avant que le sucre du raisin ne soit totalement transformé en alcool. La seconde fermentation en bouteille est réalisée à partir du sucre résiduel du raisin, sans ajout de liqueur de tirage (levures et sucre) contrairement à la méthode champenoise dite « traditionnelle ».
- Avantages : des arômes très fruités, c'est un vin qui titre entre 7 et 8 degrés.
- Inconvénient : c'est un vin qui par ses arômes de muscat doit être consommé jeune (1 à 3 ans).

## Les principaux producteurs de l'appellation
Les différents producteurs : 
- le domaine Raspail Jean Claude
- la maison Jaillance
- le domaine Maillefaud
- Vincent Achard
- Côté Cairn
- Carod Frères
- Cave Monge Granon
- Domaine de Maupas, Cayol et Fille